# Juwilejne (Luhansk)
Juwilejne (ukrainisch Ювілейне – ukrainisch offiziell seit dem 12. Mai 2016 Kateryniwka/Катеринівка; russisch Юбилейное/Jubileinoje) ist eine Siedlung städtischen Typs im Osten der Ukraine mit etwa 16.000 Einwohnern.

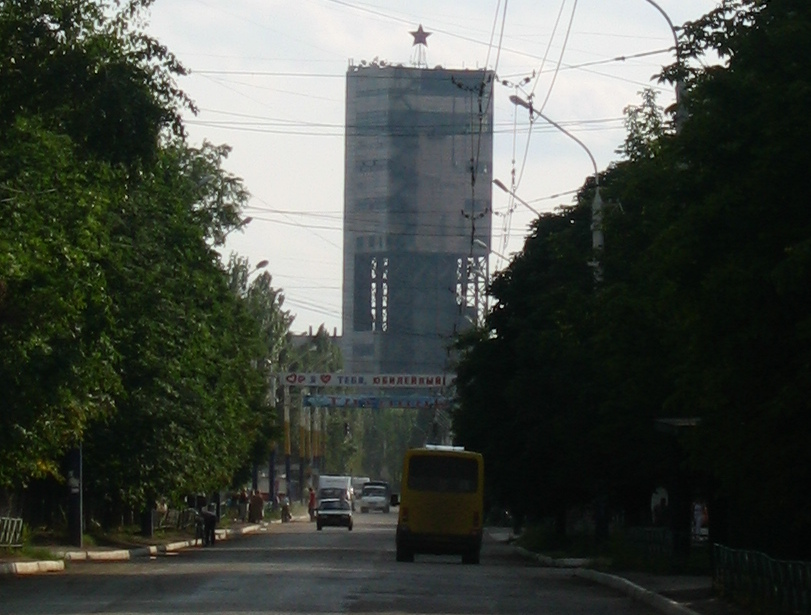
Blick in den Ort

Der Ort ist zentral in der Oblast Luhansk, etwa 10 Kilometer westlich der Oblasthauptstadt Luhansk, südlich des Flusses Luhan gelegen.
Die Siedlungsratsgemeinde ist ein Teil der Stadtgemeinde von Luhansk und dort administrativ dem Stadtrajon Artemiwsk untergeordnet.

Lage der Stadt innerhalb der Stadtgemeinde von Luhansk

Juwilejne wurde 1955 als Bergwerkssiedlung und erhielt 1968 den Status einer Siedlung städtischen Typs zuerkannt.
Seit Sommer 2014 ist die Stadt im Verlauf des Ukrainekrieges durch Separatisten der Volksrepublik Lugansk besetzt.